# ドイツ流剣術
ドイツ流剣術（ドイツりゅうけんじゅつ）は、14世紀から17世紀にかけて神聖ローマ帝国のいたる所で教えられた、武術書のなかで詳述されているような両手剣（Langschwert）の戦闘技術のこと。
武術書の著者のほとんどは、14世紀の剣術家ヨハンネス・リヒテナウアーの伝統を受け継いでいるか、もしくはそう主張している。リヒテナウアーの体系についての現存する最古の教えは『ニュルンベルク手稿3227a』に納められている。それは、簡略さと速さ、能率性が強調された、真剣勝負にふさわしい殺人術である。

## 歴史
ドイツ流の歴史は、1350年から1600年までのおおよそ250年、剣術家の世代にして8ないし10世代にまたがっている（リヒテナウアーの生没年をどこに置くかによって変わる）。最古の資料である『ニュルンベルク手稿3227a』（1389年）において、リヒテナウアーの同僚と見なされた多くの剣術家の名がすでに挙げられている。ハンコ・デブリンガー、アンドレス・ユート、ヨースト・フォン・デア・ニセン、ニクラウス・プロイスなどである。おそらく、15世紀初頭にはマルティン・フンツフェルトやユダヤ人オットーが活動していたと思われるが、15世紀半ばになるまでの史料は欠けている。
15世紀半ばは、ペーター・フォン・ダンツィヒ、ジークムント・リングエック、パウルス・カールら、「リヒテナウアーの友」の絶頂と没落の時代であった。カールと同時代のハンス・タールホファーは、おそらく聖マルコ兄弟団の設立に関わったとされる。この兄弟団は、1478年から1570年までの約一世紀にわたって、武術教練をほぼ独占的に行っていた。15世紀末には、ヨハンネス・レキュヒナー、ハンス・フォン・シュパイアー、ペーター・ファルクナー、ハンス・フォルツらが活動した。
16世紀に入ると、この流派は次第にスポーツ化し、決闘裁判や戦場のための武術という性格を薄めていった。16世紀初頭に活動したのは、ハンス・ヴルム、イェルク・ヴィルハルムらである。16世紀半ばには、有名なパウルス・ヘクトル・マイアーによって、過去の教えを保存し、再構築するという試みが初めて行われた。1570年プラハにおいて羽の剣士団が設立されたのは、ドイツ流の晩期にあたるこの時代である。
16世紀末から17世紀初頭にかけての時期がドイツ流の伝統の最後の段階で、ヨアヒム・マイアーやヤーコプ・ズートーアが活動した。17世紀になると、サルヴァトール・ファブリスらの教本によってイタリア流のレイピア剣術が流行し、ドイツ流の伝統は、バロック貴族たちのあいだで時代遅れで野暮ったいものとして嫌われ、潰えたのである。

## 基本
基本は、4つの基本構え（Leger, Huten）、5つの「達人の攻撃（Meisterhau）」、3つの時間概念から成る。
ドイツ流剣術がその繁栄期の大半において、きわめて市民的なものであったという事実にもかかわらず、後代の写本でもしばしば繰り返されているリヒテナウアーの特徴的な導入詞は、14世紀の古典的な騎士道を反映している。
```
若き騎士よ、神を愛し、婦人を尊ぶことを学べ。 さすれば、汝の誉も育つ。
騎士道を実践せよ。 汝を気高くし、戦いにおいて汝に誉をもたらす作法を学べ。
(fol 18r) Jung Ritter lere / got lip haben frawen io ere / So wechst dein ere /
Uebe ritterschaft und lere / kunst dy dich zyret und in krigen sere hofiret
```

作法の中心には、敏捷性、バランス、よき判断が強調されている。
```
先、後、柔、剛、間。この五つの語にリヒテナウアー師のすべての作法がある。
そして、それはあらゆる戦闘における基礎にして核である。
徒であろうと、馬上であろうと、甲冑をつけていようとなかろうと。
(fol. 20r) vor noch swach stark Indes / an den selben woertern leit alle kunst / meister lichtnawers / 
Und sint dy gruntfeste und der / kern alles fechtens czu fusse ader czu rosse / blos ader in harnuesche
```

「先（vor）」と「後（nach）」は、攻撃的姿勢と防御的姿勢を意味している。「先」は、相手の行動を読み、戦闘を支配している状態で、「後」は、相手の行動に応じている状態である。リヒテナウアーの体系下では、戦士は戦闘を支配すること、つまり「先」であるように常に努めなければならない。「剛（stark）」と「柔（swach）」は、用いられる力の総量に関わる語。どちらが良いということではないが、相手の行動への反撃には対となる反応をする必要がある。柔は剛を制し、剛は柔を制する。「間（indes）」は、幾分不可思議な語である。相手の刃と（自分の刃）の接触の瞬間に関わるもののようで、熟練した剣士は「感じ（fühlen）」で相手の次の行動を読み、その「間」を計って、もっとも適切な行動を判断するとされる。

## 構え

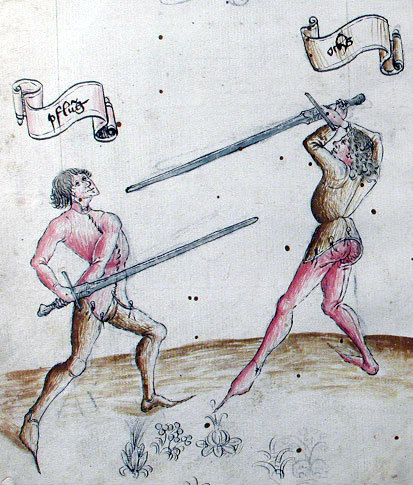
「鋤」と「雄牛」 （Cod. 44 A 8, fol. 1r）
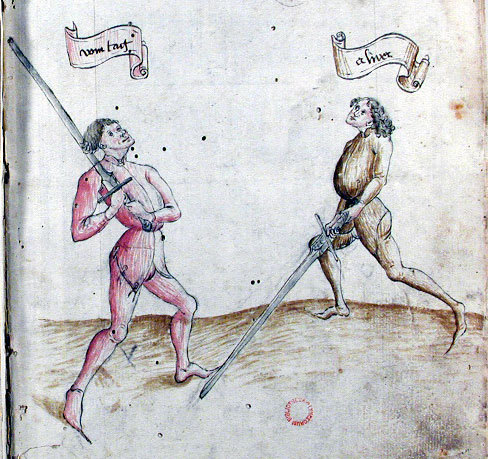
「日／屋根より」と「愚者」（fol. 2r）

### 基本的構え
「日／屋根より（vom Tag）」この名称は、故意に不明瞭にしてあるように思われる。右肩上もしくは頭上に剣を構える基本型を意味する。『手稿3227a』のなかでは、この構えと「長き切先」が同一視されているように思われるが、のちの教本では、無関係になっている。
「雄牛（Ochs）」頭の左右どちらかの側に剣を構え、切先を牛の角のように相手の顔に向ける。
「鋤（Pflug）」後ろ腰の左右どちらかの側に剣を構え、切先を相手の顔に向ける。
「愚者（Alber）」下段に構え、切先は地面に向ける。

### 副次的構え
リヒテナウアーは、基本の４つの構えで十分であると強調しており、他の剣術家によって教えられた構えのすべては、この4つから派生したと考えられている。後代の剣術家たちは、さまざまな構えについての豊かな語彙を生み出した。
- 怒りの守り（Zornhut）
- 長き切先（Langort）
- 交換（Wechsel）
- 脇の守り（Nebenhut）
- 鉄の扉（Eisenport）：『手稿3227a』のなかでは、リヒテナウアー派の構えとはされていない。イタリア流の「鉄の扉（porta di ferro）」と同じもの。
- 鍵（Schlüssel）
- 一角（Einhorn）：「雄牛」の変形）
- 屈曲の守り（Schrankhut）

以下の2つは移行スタンスで、正確には構えとは呼ばれない。
- 吊られた切先（Hengetort）
- 王冠（Kron）

## 攻撃

### 基本攻撃
リヒテナウアーとその他のドイツの剣術家は、剣による攻撃について、基本3種（時として「3種の傷を負わす者（Drei Wunder）」と呼ばれる）を説明している。
斬り（Hauen）剣の一方の刃による斬り付け（上段斬り（Oberhau）と下段斬り（Unterhau））
突き（Stechen）切先による刺突
切り落とし（Abschneiden）相手の体に刃を押しつけての押し切り／引き切り

### 師範攻撃
『手稿3227a』においては「5つの攻撃」、「秘密の攻撃」、後代の武術書では「師範攻撃」と呼ばれる。リヒテナウアーの体系では、奇襲のために隠匿されるように意図されているようであるが、その流派の後継者たちによって、一般的に知られるようになった。すべて遠い間合い（zufechten）から、三角の足捌きで行われる。
怒りの攻撃（Zornhau）「日／屋根より」の構えから、相手の上体に袈裟懸けに強く斬り付ける。
捻じれの攻撃（Krumphau）相手との間の直線を横切るように、左から右あるいは右から左に斬り付ける。「雄牛」の構えを崩す。
斜めの攻撃（Zwerchau, Twerhau）高めの水平斬りで、右からの攻撃する場合は裏刃で、左からの場合は表刃を使う。「日／屋根より」の構えを崩す。
斜視の攻撃（Schielhau）狙うと見せかけたところとは別の部分を攻撃するフェイント。5つの攻撃のなかではもっとも解釈が難しく、パウルス・ヘクトル・マイアーなどの後代の著述家は単純に、右上段からと見せかけて、裏刃による左上段に変化するフェイントと見なしている。「鋤」の構えを崩す。
垂直の攻撃（Scheitelhau）相手の上段、もっとも多いのは頭部への垂直の斬り付け。「愚者」の構えを崩す。

## 技術
リヒテナウアーの体系におけるその他の術語。多くは、戦闘中に双方の刃が接触した時の、適切な位置取りや行動に関するものである。
- 突き払い（Absetzen）：相手の突きや斬りを、同時に突くことで逸らす
- 二重（Doublieren）：払われた攻撃ですぐさま再攻撃
- 通り抜け（Durchlaufen）：相手の攻撃を「通り抜け」て、組討に持っていく
- 替え通し（Durchwechseln）：刃と刃があった状態から、切先を刃の下から滑らせて、ほかの隙を突くさまざまなテクニックの総称
- 手押し（Händedrücken）：下切り落とし（Unterschnitt）に上切り落とし（Oberschnitt）を続けることで、相手の手首廻りを切る
- 吊下げ（Hängen）：上段／下段、左／右
- 変化（Mutieren）：払われた攻撃を変化させる。斬りから突きへ、突きから斬りへ。
- 追撃（Nachreisen）：相手の動きを追い、先を読むことで、後の先をとる攻撃
- 越襲（Überlaufen）：下からの斬りや突きに対して、上からの斬りや突きで反撃
- 転位（Versetzen）：上段／下段、左／右、迫り来る刃を打ち払うことによる回避
- 震動（Zucken）

## 再現団体

### アメリカ
- The Association for Renaissance Martial Arts(ARMA)
- Schola Saint George
- The Order of Selohaar
- The Medieval European Martial Arts Guild

### イギリス
- The Boar's Tooth
- The School of Traditional Medieval Fencing

### ドイツ
- Ochs - historische Kampfkünste (German)
- Die Freifechter - Gesellschaft für Historische Fechtkunst e.V. (German)

### オーストリア
- Ars Gladii

### スウェーデン
- Sweden's Historical Fencing Schools

### 日本
- キャッスル・ティンタジェル